# Marsylianka wielkopolska
Marsylianka wielkopolska – pieśń patriotyczna napisana w 1919 roku dla uczczenia pierwszej rocznicy wybuchu powstania wielkopolskiego. Słowa napisał Stanisław Rybka ps. Myrius, zaś muzykę skomponował Feliks Nowowiejski.

## Słowa
Hasło dziś rozbrzmiewa,

Hej za broń powstańcy!

Prusak zdzierać chce sztandary,

Padają ofiary, hej za broń!

Łańcuch bohaterów, z piersi murowany,

Broni grodu Przemysława,

Cześć powstańcom, sława, hej za broń!

Sieką wkoło kule, łamią się bagnety,

Hej na barykady druhy, marsz powstańcy-zuchy,

Hej za broń!

Niemca ogień praży, pękają granaty,

Wielkopolski los się waży, więc wszyscy na straży,

Hej za broń!

Krwawy bój się toczy, już wróg się poddaje,

Wielkopolska ze swych mroczy wolna zmartwychwstaje,

Hej za broń!

Dzielni Poznańczanie, pokazali światu,

Jak Prusaka się wypędza, śpiesznie do Heimatu,

Hej za broń!